# União das Freguesias de São Pedro do Sul, Várzea e Baiões
União des Freguesias de São Pedro do Sul, Várzea und Baiões (Union der Gemeinden São Pedro do Sul, Várzea und Baiões) ist eine portugiesische Gemeinde im Kreis São Pedro do Sul mit einer Fläche von 21,13 km² und 5.728 Einwohnern.
Sie wurde am 28. Januar 2013 gebildet.
Die ehemaligen Gemeinden (Freguesia) sind:
- São Pedro do Sul mit 3697 Einwohnern und einer Fläche von 12,32 km²
- Várzea mit 1745 Einwohnern und einer Fläche von 6,37 km²
- Baiões mit 286 Einwohnern und einer Fläche von 2,44 km²